# Gutebornbach
Der Gutebornbach ist ein 2,7 Kilometer langer linker Zufluss des Eisenbornbachs mit der Hauptfließrichtung Südwest. Er entspringt im Südwesten der Dresdner Heide und mündet kurz vor Erreichen der Bautzner Straße (B 6) im Albertpark in der östlichen Dresdner Neustadt. Der Bach ist ein offenes naturnahes Gewässer, dessen Eisenockeranteile wie beim Eisenbornbach natürlichen Ursprungs sind. Insbesondere in niederschlagsarmen Monaten kann er durch den sandigen Untergrund trockenfallen.

## Verlauf
Der Gutebornbach entspringt etwa 1500 Meter nordöstlich der Mordgrundbrücke dem Gutebornbach-Quellmoor, einer organisch geprägten Sickerquelle mit permanenter Wasserführung. Etwa 850 Meter südwestlich davon nimmt er einen Zufluss aus der Gutebornbach-Seitenquelle auf, einer feinmaterialreichen Fließquelle. Er begleitet dann den südwestwärts führenden Weg Fensterchen, von dem er sich an der Schneise 18, zugleich Gemarkungsgrenze zwischen Dresdner Heide und Neustadt, etwas entfernt.

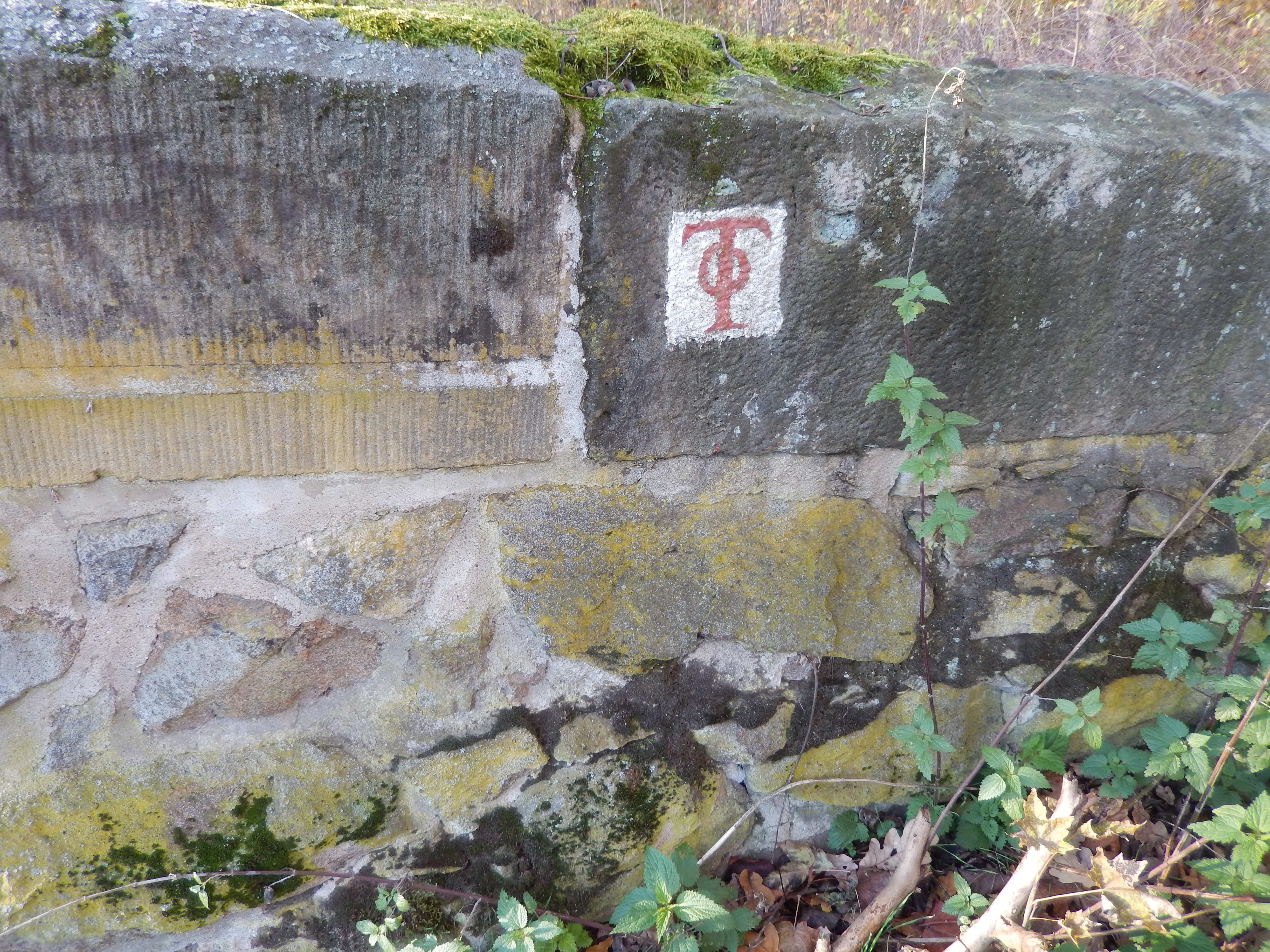
Historisches Wegzeichen für das Hämmerchen an der dortigen Gutebornbachbrücke

Der bald erreichte Pillnitz-Moritzburger Weg verläuft etwa 500 Meter nördlich der Bautzner Straße auf einer 1876 errichteten Brücke über den Gutebornbach. Dieses Kulturdenkmal aus Sandstein wurde 2013 instand gesetzt, um genügend Tragfähigkeit für den Langholztransport aus der südlichen Dresdner Heide zu bieten. Am Weg Hämmerchen knickt der Bach vor der Bautzner Straße westwärts ab und mündet dann nach rund 270 Metern in den Eisenbornbach, dessen wichtigster Zufluss er ist. Die ursprüngliche Mündung lag etwas weiter südlich, der Gutebornbach querte dafür die Bautzner Straße.
Während Ober- und Unterlauf des Gutebornbachs in Mulden- oder Sohletälern fließen, wandelt sich das feinmaterialreiche, vorwiegend aus Sanden bestehenden Bachbett im Mittellauf durch die stärkere Neigung zum Elbtal hin zu einem Kerbtal.

## Schutzgebiete
Sowohl das Gutebornbach-Quellmoor als auch die Gutebornbach-Seitenquelle sind als Biotope ausgewiesen. Erstere ist dabei durch die Lage an der Schneise 15 und die Anlage von Entwässerungsgräben geringfügig gestört, gilt allerdings noch als naturnah. Der ausgedehnte Sickerquellbereich im Wald weist einzelne Birken und Faulbaumgebüsch sowie üppige Torfmoosbestände auf. Es gibt Vorkommen von Wollgras, Seggen und Siebenstern, zudem gibt es Nachweise der Arktischen Smaragdlibelle.
Die Gutebornbach-Seitenquelle ist in einem natürlichen Zustand, ihr Quellbereich liegt an einer Granit-Kante seitlich einer Sanddüne im von Rotbuchen bestandenen Wald. Sie weist einen sandigen Quellbereich mit starkem Abfluss und unterhalb liegenden Sickerquellbereichen auf, der durch Sand, Totholz, Moose und Laub geprägt wird. In ihm kommen Steinfliegen vor.
Des Weiteren liegt das Einzugsgebiet des Gutebornbachs im Landschaftsschutzgebiet Dresdner Heide.
Am Pillnitz-Moritzburger Weg ist die Brücke über den Gutebornbach als Kulturdenkmal ausgewiesen, ebenso die etwa 70 Meter östlich (flussaufwärts) davon befindliche Wasserfanganlage, ein Zeugnis der Verwendung des Gutebornbachs zur Wasserversorgung des Lingnerschlosses, des Schlosses Eckberg und des Meuselschen Grundstücks im 19. Jahrhundert. Nördlich der Brücke steht das König-Albert-Denkmal.

## Belege
1. 1 2 3 4 5  Landeshauptstadt Dresden, Der Oberbürgermeister, Umweltamt (Hrsg.): Gewässersteckbrief Eisenbornbach. (online [PDF; 2,8 MB] Stand: 1. März 2012).
2. 1 2  Angabe im Themenstadtplan Dresden
3. ↑  Kay Haufe: Brückenarbeiten Am Gutebornbach. In: Sächsische Zeitung. 24. Mai 2013, abgerufen am 4. Dezember 2022.
4. ↑  Stationen und Texte des Lehrpfades im Albertpark. (PDF; 0,6 MB) Landesverein Sächsischer Heimatschutz, 7. Dezember 2020, S. 3, archiviert vom Original (nicht mehr online verfügbar) am 27. November 2021; abgerufen am 4. Dezember 2022.
5. ↑  Steckbrief Quellen: Gutebornbach-Quellmoor. (PDF; 0,5 MB) Umweltamt der Landeshauptstadt Dresden, 30. Januar 2017, abgerufen am 4. Dezember 2022.
6. ↑  Steckbrief Quellen: Gutebornbach-Seitenquelle. (PDF; 0,5 MB) Umweltamt der Landeshauptstadt Dresden, 30. Januar 2017, abgerufen am 4. Dezember 2022.